# Pro14 2018-2019
Il Pro14 2018-19 fu la 2ª edizione della competizione transnazionale di rugby a 15 per club delle federazioni gallese, irlandese, italiana, scozzese e sudafricana, nonché la 18ª assoluta dalla sua istituzione.
Si tenne dal 31 agosto 2018 al 25 maggio 2019 tra 14 squadre che si incontrarono nella stagione regolare con la formula a due gironi che espressero le sei squadre che accedettero ai play-off.
Il torneo fu noto con il nome commerciale di Guinness Pro14 per via della sponsorizzazione garantita da Diageo, la multinazionale britannica proprietaria del marchio di birra Guinness, a seguito di un accordo stipulato nel 2014.
Per la prima volta la finale si tenne in uno stadio tradizionalmente dedito al calcio, il Celtic Park di Glasgow, terreno di casa del Celtic; una delle due finaliste fu proprio la squadra cittadina, il Glasgow Warriors, che tuttavia fu sconfitto 15-18 dall'irlandese Leinster, campione per la seconda volta consecutiva e sesta assoluta.
Dal punto di vista statistico il torneo registrò la prima qualificazione ai play-off di una compagine italiana, il Benetton, che fu battuto nel barrage da Munster 13-15.
Il valore delle marcature, come stabilito da World Rugby nel 2017, è: 5 punti per ciascuna meta (7 se trasformata), 7 punti per la meta tecnica, 3 punti per la realizzazione di ciascun calcio piazzato, idem per il drop.

## Formula
Le quattordici squadre del torneo sono ripartite in due conference il cui esito determina la composizione di quelle del biennio 2019-20 e 2020-21.
La fase a gironi del torneo si svolse nel modo seguente:
- le squadre di ogni girone si incontrarono tra di loro in gara di andata e ritorno (12 gare ciascuna);
- ogni squadra di un girone affrontò in gara di sola andata tutte quelle dell'altro girone (7 gare ciascuna);
- per mantenere in pari il numero di derby, le squadre di un Paese si incontrarono in gara di andata e ritorno anche se facenti parte dell'altro girone (2 gare ciascuna);
- alle squadre europee in trasferta in Sudafrica il calendario, nei limiti del possibile, previde i due incontri in due sabati successivi per ottimizzare le spese di viaggio e soggiorno.

Al termine della fase a gironi ogni squadra disputò quindi 21 incontri.
Ai fini della qualificazione alle Coppe europee di club, si procedette nel modo seguente:
- le migliori tre europee di ogni girone si qualificarono direttamente alla Champions Cup 2019-20;
- le due quarte europee spareggiarono per il posto in Champions Cup;
- la perdente del suddetto spareggio e le due peggiori europee di ogni girone accedettero alla Challenge Cup 2019-20[7].

Nei play-off si procedette nel modo seguente:
- la vincitrice di ogni girone accedette direttamente a ciascuna delle due semifinali;
- la seconda di ogni girone spareggiò in gara unica contro la terza dell'altro girone, e le vincenti di tale spareggio raggiunsero le vincenti del girone in semifinale;
- la finale si tenne in gara unica tra le vincitrici della semifinale[7].

## Squadre partecipanti
| Galles        | Irlanda  | Italia   | Scozia           | Sudafrica      |
| Girone A      | Girone A | Girone A | Girone A         | Girone A       |
| ------------- | -------- | -------- | ---------------- | -------------- |
| Cardiff Rugby | Connacht | Zebre    | Glasgow Warriors | Cheetahs       |
| Ospreys       | Munster  |          |                  |                |
| Girone B      |          |          |                  |                |
| Dragons       | Leinster | Benetton | Edimburgo        | Southern Kings |
| Scarlets      | Ulster   |          |                  |                |

## Stagione regolare

### Risultati
|            | 1ª giornata          |       |
| ---------- | -------------------- | ----- |
| 31-8-2018  | Cardiff — Leinster   | 32-33 |
| 31-8-2018  | Ospreys — Edimburgo  | 17-13 |
| 31-8-2018  | Zebre — Kings        | 32-16 |
| 1-9-2018   | Connacht — Glasgow   | 26-27 |
| 1-9-2018   | Munster — Cheetahs   | 38-0  |
| 1-9-2018   | Ulster — Scarlets    | 15-13 |
| 1-9-2018   | Dragons — Benetton   | 17-21 |
|            |                      |       |
|            | 4ª giornata          |       |
| 21-9-2018  | Cheetahs — Ulster    | 39-39 |
| 21-9-2018  | Cardiff — Munster    | 37-13 |
| 22-9-2018  | Kings — Glasgow      | 38-28 |
| 22-9-2018  | Connacht — Scarlets  | 33-20 |
| 22-9-2018  | Dragons — Zebre      | 16-5  |
| 22-9-2018  | Leinster — Edimburgo | 31-7  |
| 22-9-2018  | Ospreys — Benetton   | 27-10 |
|            |                      |       |
|            | 7ª giornata          |       |
| 26-10-2018 | Kings — Scarlets     | 31-41 |
| 26-10-2018 | Zebre — Edimburgo    | 34-16 |
| 26-10-2018 | Ulster — Dragons     | 36-18 |
| 26-10-2018 | Ospreys — Connacht   | 22-17 |
| 27-10-2018 | Benetton — Leinster  | 3-31  |
| 27-10-2018 | Munster — Glasgow    | 25-24 |
| 27-10-2018 | Cheetahs — Cardiff   | 21-10 |
|            |                      |       |
|            | 10ª giornata         |       |
| 30-11-2018 | Munster — Edimburgo  | 44-14 |
| 30-11-2018 | Ospreys — Zebre      | 43-0  |
| 1-12-2018  | Cheetahs — Connacht  | 17-21 |
| 1-12-2018  | Ulster — Cardiff     | 16-12 |
| 1-12-2018  | Dragons — Leinster   | 10-59 |
| 1-12-2018  | Glasgow — Scarlets   | 29-20 |
| 1-12-2018  | Kings — Benetton     | 19-22 |
|            |                      |       |
|            | 13ª giornata         |       |
| 5-1-2019   | Ospreys — Cardiff    | 20-11 |
| 5-1-2019   | Benetton — Glasgow   | 20-17 |
| 5-1-2019   | Leinster — Ulster    | 40-7  |
| 5-1-2019   | Scarlets — Dragons   | 22-13 |
| 5-1-2019   | Connacht — Munster   | 24-31 |
| 5-1-2019   | Edimburgo — Kings    | 38-0  |
| 6-1-2019   | Zebre — Cheetahs     | 12-27 |
|            |                      |       |
|            | 16ª giornata         |       |
| 22-2-2019  | Glasgow — Connacht   | 43-17 |
| 22-2-2019  | Ospreys — Munster    | 13-19 |
| 22-2-2019  | Leinster — Kings     | 59-19 |
| 23-2-2019  | Benetton — Dragons   | 57-7  |
| 23-2-2019  | Edimburgo — Cardiff  | 17-19 |
| 23-2-2019  | Ulster — Zebre       | 54-7  |
| 24-2-2019  | Scarlets — Cheetahs  | 43-21 |
|            |                      |       |
|            | 19ª giornata         |       |
| 5-4-2019   | Glasgow — Ulster     | 30-7  |
| 5-4-2019   | Munster — Cardiff    | 45-21 |
| 6-4-2019   | Cheetahs — Ospreys   | 14-31 |
| 6-4-2019   | Leinster — Benetton  | 27-27 |
| 6-4-2019   | Scarlets — Edimburgo | 12-20 |
| 6-4-2019   | Zebre — Connacht     | 5-6   |
| 7-4-2019   | Kings — Dragons      | 18-18 |

|            | 2ª giornata          |       |
| ---------- | -------------------- | ----- |
| 7-9-2018   | Glasgow — Munster    | 25-10 |
| 7-9-2018   | Ulster — Edimburgo   | 30-29 |
| 8-9-2018   | Dragons — Kings      | 27-22 |
| 8-9-2018   | Connacht — Zebre     | 32-13 |
| 8-9-2018   | Ospreys — Cheetahs   | 46-14 |
| 8-9-2018   | Benetton — Cardiff   | 27-25 |
| 8-9-2018   | Scarlets — Leinster  | 23-21 |
|            |                      |       |
|            | 5ª giornata          |       |
| 28-9-2018  | Cardiff — Cheetahs   | 24-21 |
| 28-9-2018  | Edimburgo — Benetton | 31-30 |
| 29-9-2018  | Zebre — Ospreys      | 8-22  |
| 29-9-2018  | Connacht — Leinster  | 3-20  |
| 29-9-2018  | Scarlets — Kings     | 54-14 |
| 29-9-2018  | Glasgow — Dragons    | 29-13 |
| 29-9-2018  | Munster — Ulster     | 64-7  |
|            |                      |       |
|            | 8ª giornata          |       |
| 2-11-2018  | Edimburgo — Scarlets | 31-21 |
| 2-11-2018  | Ospreys — Glasgow    | 20-29 |
| 3-11-2018  | Benetton — Ulster    | 10-15 |
| 3-11-2018  | Connacht — Dragons   | 32-12 |
| 4-11-2018  | Kings — Leinster     | 31-38 |
| 4-11-2018  | Cardiff — Zebre      | 37-0  |
| 4-11-2018  | Cheetahs — Munster   | 26-30 |
|            |                      |       |
|            | 11ª giornata         |       |
| 21-12-2018 | Ulster — Munster     | 19-12 |
| 21-12-2018 | Cardiff — Dragons    | 19-16 |
| 22-12-2018 | Ospreys — Scarlets   | 19-12 |
| 22-12-2018 | Edimburgo — Glasgow  | 23-7  |
| 22-12-2018 | Leinster — Connacht  | 33-29 |
| 23-12-2018 | Zebre — Benetton     | 8-10  |
| 18-1-2019  | Kings — Cheetahs     | 17-24 |
|            |                      |       |
|            | 14ª giornata         |       |
| 25-1-2019  | Glasgow — Ospreys    | 9-3   |
| 25-1-2019  | Leinster — Scarlets  | 22-17 |
| 25-1-2019  | Ulster — Benetton    | 17-17 |
| 26-1-2019  | Cheetahs — Zebre     | 61-28 |
| 26-1-2019  | Dragons — Munster    | 7-8   |
| 26-1-2019  | Kings — Edimburgo    | 25-21 |
| 26-1-2019  | Cardiff — Connacht   | 8-7   |
|            |                      |       |
|            | 17ª giornata         |       |
| 1-3-2019   | Leinster — Cheetahs  | 19-7  |
| 2-3-2019   | Connacht — Ospreys   | 46-5  |
| 2-3-2019   | Benetton — Edimburgo | 18-10 |
| 2-3-2019   | Scarltes — Munster   | 10-6  |
| 2-3-2019   | Zebre — Glasgow      | 10-42 |
| 2-3-2019   | Cardiff — Kings      | 26-19 |
| 3-3-2019   | Dragons — Ulster     | 15-28 |
|            |                      |       |
|            | 20ª giornata         |       |
| 12-4-2019  | Edimburgo — Ulster   | 7-29  |
| 12-4-2019  | Kings — Ospreys      | 7-43  |
| 12-4-2019  | Benetton — Munster   | 28-37 |
| 13-4-2019  | Connacht — Cardiff   | 29-22 |
| 13-4-2019  | Leinster — Glasgow   | 24-39 |
| 13-4-2019  | Scarlets — Zebre     | 42-0  |
| 13-4-2019  | Cheetahs — Dragons   | 38-13 |

|            | 3ª giornata          |       |
| ---------- | -------------------- | ----- |
| 14-9-2018  | Edimburgo — Connacht | 17-10 |
| 14-9-2018  | Munster — Ospreys    | 49-13 |
| 15-9-2018  | Leinster — Dragons   | 52-10 |
| 15-9-2018  | Scarlets — Benetton  | 38-29 |
| 15-9-2018  | Cheetahs — Glasgow   | 24-52 |
| 15-9-2018  | Zebre — Cardiff      | 26-24 |
| 16-9-2018  | Kings — Ulster       | 7-28  |
|            |                      |       |
|            | 6ª giornata          |       |
| 5-10-2018  | Edimburgo — Cheetahs | 37-21 |
| 5-10-2018  | Glasgow — Zebre      | 36-8  |
| 5-10-2018  | Ulster — Connacht    | 15-22 |
| 6-10-2018  | Scarlets — Ospreys   | 20-17 |
| 6-10-2018  | Dragons — Cardiff    | 15-23 |
| 6-10-2018  | Leinster — Munster   | 30-22 |
| 6-10-2018  | Benetton — Kings     | 28-5  |
|            |                      |       |
|            | 9ª giornata          |       |
| 23-11-2018 | Glasgow — Cardiff    | 40-15 |
| 23-11-2018 | Leinster — Ospreys   | 52-7  |
| 23-11-2018 | Scarlets — Ulster    | 29-12 |
| 24-11-2018 | Cheetahs — Benetton  | 31-25 |
| 25-11-2018 | Kings — Connacht     | 14-31 |
| 25-11-2018 | Zebre — Munster      | 7-32  |
| 25-11-2018 | Dragons — Edimburgo  | 18-12 |
|            |                      |       |
|            | 12ª giornata         |       |
| 28-12-2018 | Connacht — Ulster    | 21-12 |
| 29-12-2018 | Benetton — Zebre     | 28-10 |
| 29-12-2018 | Glasgow — Edimburgo  | 8-16  |
| 29-12-2018 | Munster — Leinster   | 26-17 |
| 29-12-2018 | Scarlets — Cardiff   | 5-34  |
| 30-12-2018 | Dragons — Ospreys    | 23-22 |
| 2-2-2019   | Cheetahs — Kings     | 40-36 |
|            |                      |       |
|            | 15ª giornata         |       |
| 15-2-2019  | Edimburgo — Dragons  | 34-17 |
| 15-2-2019  | Munster — Kings      | 43-0  |
| 15-2-2019  | Ospreys — Ulster     | 0-8   |
| 16-2-2019  | Zebre — Leinster     | 24-40 |
| 16-2-2019  | Benetton — Scarlets  | 25-19 |
| 16-2-2019  | Connacht — Cheetahs  | 25-17 |
| 16-2-2019  | Cardiff — Glasgow    | 34-38 |
|            |                      |       |
|            | 18ª giornata         |       |
| 22-3-2019  | Cardiff — Scarlets   | 41-17 |
| 22-3-2019  | Connacht — Benetton  | 29-14 |
| 22-3-2019  | Edimburgo — Leinster | 28-11 |
| 23-3-2019  | Glasgow — Cheetahs   | 35-17 |
| 23-3-2019  | Munster — Zebre      | 31-12 |
| 23-3-2019  | Ospreys — Dragons    | 29-20 |
| 23-3-2019  | Ulster — Kings       | 33-19 |
|            |                      |       |
|            | 21ª giornata         |       |
| 27-4-2019  | Cardiff — Ospreys    | 23-26 |
| 27-4-2019  | Cheetahs — Kings     | 61-25 |
| 27-4-2019  | Dragons — Scarlets   | 34-32 |
| 27-4-2019  | Glasgow — Edimburgo  | 34-10 |
| 27-4-2019  | Munster — Connacht   | 27-14 |
| 27-4-2019  | Ulster — Leinster    | 14-13 |
| 27-4-2019  | Zebre — Benetton     | 11-25 |
|            |                      |       |

### Classifica girone A
| Pos | Squadra          | G  | V  | N | P  | PF  | PS  | DP   | BMP | Pt |
| --- | ---------------- | -- | -- | - | -- | --- | --- | ---- | --- | -- |
| 1   | Glasgow Warriors | 21 | 16 | 0 | 5  | 621 | 380 | +241 | 17  | 81 |
| 2   | Munster          | 21 | 16 | 0 | 5  | 612 | 348 | +264 | 13  | 77 |
| 3   | Connacht         | 21 | 12 | 0 | 9  | 475 | 394 | +81  | 13  | 61 |
| 4   | Ospreys          | 21 | 12 | 0 | 9  | 445 | 404 | +41  | 10  | 58 |
| 5   | Cardiff Rugby    | 21 | 10 | 0 | 11 | 497 | 451 | +46  | 14  | 54 |
| 6   | Cheetahs         | 21 | 8  | 1 | 12 | 541 | 606 | −65  | 12  | 46 |
| 7   | Zebre            | 21 | 3  | 0 | 18 | 260 | 640 | −380 | 7   | 19 |

### Classifica girone B
| Pos | Squadra        | G  | V  | N | P  | PF  | PS  | DP   | BMP | Pt |
| --- | -------------- | -- | -- | - | -- | --- | --- | ---- | --- | -- |
| 1   | Leinster       | 21 | 15 | 1 | 5  | 672 | 385 | +287 | 14  | 76 |
| 2   | Ulster         | 21 | 13 | 2 | 6  | 441 | 424 | +17  | 7   | 63 |
| 3   | Benetton       | 21 | 11 | 2 | 8  | 474 | 431 | +43  | 9   | 57 |
| 4   | Scarlets       | 21 | 10 | 0 | 11 | 510 | 470 | +40  | 12  | 52 |
| 5   | Edimburgo      | 21 | 10 | 0 | 11 | 431 | 436 | −5   | 11  | 51 |
| 6   | Dragons        | 21 | 5  | 1 | 15 | 339 | 599 | −260 | 4   | 26 |
| 7   | Southern Kings | 21 | 2  | 1 | 18 | 385 | 735 | −350 | 12  | 22 |

### Spareggio per la Champions Cup
| Arbitro: | Ben Whitehouse |

|                                    |      |               |
| North 8’ Cracknell 17’ Dirksen 70’ | mt   | 33’ J. Davies |
| S. Davies 9’, 18’ Price 71’        | tr   | 35’ Halfpenny |
|                                    | c.p. | 13’ Halfpenny |

## Play-off
|  | Barrage | Barrage  | Barrage |  |  | Semifinali | Semifinali       | Semifinali |  |  | Finale           | Finale |  |  |  |  |
|  |         |          |         |  |  |            |                  |            |  |  |                  |        |  |  |  |  |
|  |         |          |         |  |  |            |                  |            |  |  |                  |        |  |  |  |  |
|  | 2B      | Ulster   | 21      |  |  |            |                  |            |  |  |                  |        |  |  |  |  |
|  | 3A      | Connacht | 13      |  |  |            |                  |            |  |  |                  |        |  |  |  |  |
|  |         |          |         |  |  | 1A         | Glasgow Warriors | 50         |  |  |                  |        |  |  |  |  |
|  |         |          |         |  |  | 2B         | Ulster           | 20         |  |  |                  |        |  |  |  |  |
|  |         |          |         |  |  |            |                  |            |  |  | Glasgow Warriors | 15     |  |  |  |  |
|  |         |          |         |  |  |            |                  |            |  |  | Leinster         | 18     |  |  |  |  |
|  |         |          |         |  |  | 1B         | Leinster         | 24         |  |  |                  |        |  |  |  |  |
|  |         |          |         |  |  | 2A         | Munster          | 9          |  |  |                  |        |  |  |  |  |
|  | 2A      | Munster  | 15      |  |  |            |                  |            |  |  |                  |        |  |  |  |  |
|  | 3B      | Benetton | 13      |  |  |            |                  |            |  |  |                  |        |  |  |  |  |

### Barrage
| Arbitro: | Nigel Owens |

|                                            |      |                |
|                                            | mt   | 39’ Tavuyara   |
|                                            | tr   | 39’ Allan      |
| Bleyendaal 22’, 43’ Hanrahan 62’, 65’, 76’ | c.p. | 25’, 59’ Allan |

| Arbitro: | Andrew Brace |

|                         |      |                |
| Timoney 14’ Coetzee 78’ | mt   | 54’ Aki        |
| Burns 78’               | tr   | 54’ Carty      |
| Cooney 4’, 40’, 61’     | c.p. | 29’, 67’ Carty |

### Semifinali
| Arbitro: | John Lacey |

|                                                                          |      |                                   |
| Seymour 2’, 54’ Price 16’ Harley 38’ Steyn 57’ P. Horne 67’ G. Horne 75’ | mt   | 60’ Coetzee 71’ Herring 79’ Lowry |
| A. Hastings 2’, 16’, 38’, 57’, 67’, 75’                                  | tr   | 71’ Burns                         |
| A. Hastings 28’                                                          | c.p. | 30’ Burns                         |

| Arbitro: | Mike Adamson |

|                           |      |                      |
| Cronin 54’ Lowe 79’       | mt   |                      |
| Byrne 54’                 | tr   |                      |
| Byrne 2’, 34’, 40+6’, 45’ | c.p. | 5’, 24’, 50’ Carbery |

### Finale
| Arbitro: | Nigel Owens |

| |              | |
| M. Fagerson 13’ Stewart 74’ | mt           | 15’ Ringrose 27’ Healy |
| A. Hastings 13’ | tr           | 27’ Sexton |
| A. Hastings 22’ | c.p.         | 35’, 51’ Sexton |
| · 65’ Hogg · Seymour · Steyn · 55’ Johnson · v.d. Merwe · Hastings · 57’ Price · M. Fagerson · 78’ Gibbins (c) · 51’ Harley · J. Gray · Cummings · 66’ Z. Fagerson · 25’ Brown · 51’ Bhatti | Formazioni   | · Kearney · Larmour · Ringrose · Henshaw · Lowe · Sexton (c) 73’ · McGrath 76’ · Conan · v.d. Flier 73’ · Ruddock 78’ · Ryan · Fardy · Furlong 63’ · Cronin 63’ · Healy 62’ |
| · 25’ Stewart · 51’ Kebble · 66’ Halanukonuka · 51’ Wilson · 78’ Gordon · 57’ G. Horne · 55’ P. Horne · 65’ Jones                                                                           | Sostituzioni | · B. Byrne 63’ · E. Byrne 62’ · Porter 63’ · Molony 78’ · Deegan 73’ · McCarthy 76’ · R. Byrne 73’ · O’Loughlin                                                             |
| Dave Rennie | Allenatori   | Leo Cullen |

## Verdetti
- Leinster: Campione del Pro14.
- : Glasgow Warriors, Leinster, Munster, Ulster, Connacht, Benetton, Ospreys: qualificate alla Champions Cup 2019-20.
- Cardiff Rugby, Scarlets, Edimburgo, Dragons e Zebre: qualificate alla Challenge Cup 2019-20.